# Eupsenella yantarnica
Eupsenella yantarnica (лат.) — ископаемый вид мелких хризидоидных ос из подсемейства Bethylinae семейства бетилид (Bethylidae). Обнаружен в эоценовом балтийском янтаре (Калининградская область, Россия, около 40 млн лет).

## Описание
Длина тела около 2,7 мм. Жвалы с 4 апикальными зубцами. Клипеус с угловатой медиальной долей, продолжающейся в виде киля до лба. Голова субквадратная. Пронотальный диск равен по длине мезоскутуму. Усики 13-члениковые. Передние крылья содержат шесть замкнутых ячеек (R, 1Cu, C, 1M, 1R1, 2R1). Нотаули и парапсидальные бороздки груди развиты. Вид Eupsenella yantarnica был впервые описан в 2014 году бразильскими, украинским и российским палеоэнтомологами Магно Рамосом (Magno S. Ramos, Бразилия), Евгением Перковским (Киев, Украина), Александром Расницыным (ПИН РАН, Москва, Россия) и Селсо Азеведо (Celso O. Azevedo, Бразилия, Universidade Federal do Espirito Santo, Departamento de Biologia, Maruípe, Витория, Эспириту-Санту) вместе с таксонами Eupsenella klesoviana, Eupsenella aulax, Eupsenella rossica, Goniozus definitus, Lytopsenella baltica, Lytopsenella maritima, Sierola rovniana и другими новыми ископаемыми видами. Видовое название E. yantarnica происходит от имени посёлка Янтарный, где была обнаружена типовая серия (Россия). Таксон Eupsenella yantarnica близок к видам Eupsenella rossica и Eupsenella aulax, отличаясь малозаметными парапсидальными бороздками и расширяющимися кзади нотаулями.